# Neujahrskonzert der Wiener Philharmoniker 2015

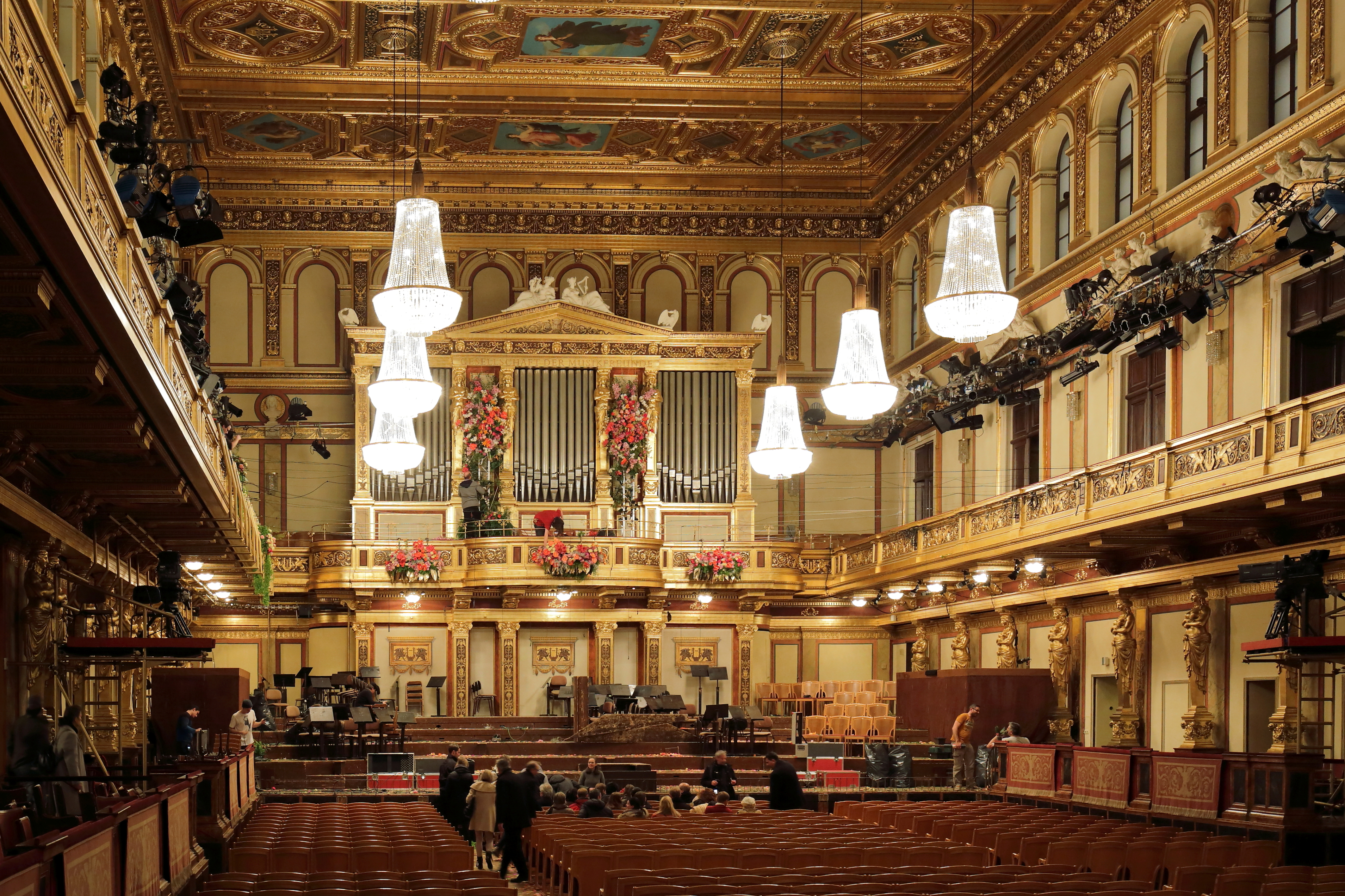
Der Festsaal im Wiener Musikvereinsgebäude (rund 2 Stunden nach dem Ende des Neujahrskonzertes 2015)

Das Neujahrskonzert der Wiener Philharmoniker 2015 war das 75. Neujahrskonzert der Wiener Philharmoniker und fand am 1. Jänner 2015 im Wiener Musikverein statt. Dirigiert wurde es zum fünften Mal von Zubin Mehta, welcher das Konzert zuvor in den Jahren 1990, 1995, 1998 und 2007 geleitet hatte.

## Besonderheiten
Das Programm war insbesondere zwei Jubiläen gewidmet: 650 Jahre Universität Wien (gegründet am 12. März 1365) – mit den bereits im Herbst an der Universität aufgezeichneten Balletteinlagen zur Studenten-Polka und dem Walzer Wein, Weib und Gesang – sowie 200 Jahre Technische Universität Wien (gegründet am 6. November 1815 als k.k. Polytechnisches Institut) mit den Werken Perpetuum mobile, Accelerationen, Electro-magnetische-Polka und Mit Dampf.
Der spätere Komponist und Musiker Josef Strauss strebte ursprünglich keine musikalische Karriere an, sondern absolvierte ein Studium am damaligen Polytechnischen Institut – der heutigen Technischen Universität – und arbeitete in Folge auch als Bauleiter bei der Errichtung eines Wehrs in Trumau, Niederösterreich, und konstruierte zwei Straßenkehrmaschinen. Erst als Johann Strauss (Sohn) im Spätherbst 1852 von einer Konzertreise völlig erschöpft zurückkehrte, musste Josef im folgenden Jahr als Kapellmeister der Strauss-Kapelle einspringen. Damals komponierte er sein erstes Werk, den Walzer Die Ersten und die Letzten (in der irrigen Meinung, dies sei sein erstes und zugleich letztes Werk). Die nächste Walzerfolge op. 12 nannte er dann folgerichtig Die Ersten nach den Letzten; er komponierte schließlich über 300
Werke.
Auch Johann Strauss (Sohn) studierte nach der Matura am Schottengymnasium im Jahr 1841 am damaligen Wiener Polytechnischen Institut, trat jedoch kurz nach dem Tod Joseph Lanners im Jahr 1843 aus dem Institut aus um sich seiner musikalischen Ausbildung zu widmen, mit dem Ziel Lanners Platz im Wiener Musikleben einzunehmen.
Die Annen-Polka widmete Mehta seiner Frau Nancy Kovack. Nancy ist eine Variante des weiblichen Vornamen Anna.
Fünf Werke wurden erstmals im Rahmen eines Neujahrskonzertes gespielt, darunter der Champagner-Galopp des dänischen Komponisten Hans Christian Lumbye, der Walzer An der Elbe von Johann Strauss (Sohn), welcher 1892 im Wiener Musikverein uraufgeführt wurde sowie die Studenten-Polka und der Freiheitsmarsch.

### Blumenschmuck
Der Blumenschmuck bestehend aus 30.000 Blüten wurde erstmals in Kooperation von den Wiener Stadtgärten und österreichischen Gärtnern und Floristen zur Verfügung gestellt, die Farben der Blumen rosa-pink, orange und dottergelb sollten an die indischen Wurzeln des Dirigenten erinnern. Die Blumen waren mit dem Blumengütesiegel Fair Flowers Fair Plants (FFP) zertifiziert.

### Ballett
Die Solistinnen und Solisten des Wiener Staatsballetts tanzten in Kostümen der Wiener Designer-Labels Elfenkleid und Petar Petrov. Die Choreographie stammte wie auch bereits 2012 vom Italiener Davide Bombana.

## Karten
Die Kartenpreise für die drei Konzerte zum Jahreswechsel 2014/15 lagen zwischen 35 und 940 Euro für das Neujahrskonzert am 1. Jänner 2015, zwischen 20 und 720 Euro für das am Tag davor als Generalprobe stattfindende Silvesterkonzert sowie zwischen 130 und 380 Euro für die Voraufführung am 30. Dezember 2014 (für dieses Konzert wurden keine Stehplätze verkauft). Das Programm war bei allen drei Konzerten gleich. Anmeldungen für Karten wurden von 2. bis 23. Jänner 2014 im Internet entgegengenommen, anschließend wurden die Karten unter allen Anmeldungen verlost.

## Programm

### 1. Teil
- Franz von Suppè: Ouvertüre zum Lustspiel Ein Morgen, ein Mittag, ein Abend in Wien
- Johann Strauss (Sohn): Märchen aus dem Orient. Walzer, op. 444
- Josef Strauss: Wiener Leben, Polka française, op. 218
- Eduard Strauß: Wo man lacht und lebt, Polka schnell, op. 108
- Josef Strauss: Dorfschwalben aus Österreich, Walzer, op. 164
- Johann Strauss (Sohn): Vom Donaustrande, Polka schnell, op. 356

### 2. Teil
- Johann Strauss (Sohn): Perpetuum mobile, Musikalischer Scherz, op. 257
- Johann Strauss (Sohn): Accelerationen. Walzer, op. 234
- Johann Strauss (Sohn): Electro-magnetische-Polka, op. 110
- Eduard Strauß: Mit Dampf, Polka schnell, op. 70
- Johann Strauss (Sohn): An der Elbe. Walzer, op. 477
- Hans Christian Lumbye: Champagner-Galopp, op. 14
- Johann Strauss (Sohn): Studenten-Polka, Polka française, op. 263
- Johann Strauss (Vater): Freiheits-Marsch, op. 226
- Johann Strauss (Sohn): Annen-Polka, op. 117
- Johann Strauss (Sohn): Wein, Weib und Gesang, Walzer, op. 333
- Eduard Strauß: Mit Chic, Polka schnell, op. 221[16][17]

### Zugaben
- Johann Strauss (Sohn): Explosions-Polka, op. 43[18]
- Johann Strauss (Sohn): An der schönen blauen Donau, Walzer, op. 314
- Johann Strauss (Vater): Radetzky-Marsch, op. 228

## Pausenfilm
Der von Felix Breisach gestaltete 25-minütige Pausenfilm Der Boulevard – Die Wiener Ringstraße 1865–2015 widmete sich dem Jubiläum 150 Jahre Wiener Ringstraße, welche am 1. Mai 1865 von Kaiser Franz Joseph I. in Anwesenheit von Kaiserin Elisabeth, zahlreicher Erzherzöge, Minister und Vertreter der Stadt Wien mit Bürgermeister Andreas Zelinka an der Spitze feierlich eröffnet wurde. Gezeigt wurden Aufnahmen verschiedener Gebäude entlang der Ringstraße, unter anderem die Wiener Staatsoper, das Parlament, das Rathaus, die Universität Wien, die Urania, Votivkirche, Hofburg, Kunsthistorisches und Naturhistorisches Museum, das Musikvereinsgebäude, der Burggarten, der Stadtpark, die Rossauer Kaserne, die Wiener Postsparkasse sowie das Regierungsgebäude.
Außerdem wurde mehrfach eine Straßenbahn mit Logo und Aufschrift des im Mai 2015 in Wien stattfindenden 60. Eurovision Song Contest 2015 gezeigt.

### Musik
- Shkëlzen Doli: Albanian Soul[20]
- Wolfgang Amadeus Mozart: Menuetto, Trio (Flöte, Klarinette, Fagott)
- Claude Debussy: Beau Soir
- Richard Strauss: Der Rosenkavalier, Walzer-Paraphrase
- Olivier Truan: The Chase (Flöte, Klarinette)
- Carlos Gardel: Por una Cabeza, Tango

### Ausführende
Philharmonic Ensemble – Vienna:
- Shkëlzen Doli, Violine
- Holger Groh, Viola
- Sebastian Bru, Violoncello
- Gottlieb Wallisch, Klavier

Bläser:
- Karl-Heinz Schütz, Flöte
- Daniel Ottensamer, Klarinette
- Benedikt Dinkhauser, Fagott

## Besetzung (Auswahl)
- Zubin Mehta, Dirigent
- Rainer Küchl, Konzertmeister, zum letzten Mal aufgrund der bevorstehenden Pensionierung[21]
- Clemens Hellsberg, Violine, von 1997 bis 2014 Vorstand der Philharmoniker[22]
- Andreas Großbauer, Violine, seit 2014 Vorstand der Philharmoniker[23]
- Daniel Ottensamer, Soloklarinette
- Johann Hindler, Es-Klarinette und 2. A-Klarinette bzw. B-Klarinette

Erstmals in der Geschichte des Neujahrskonzertes spielten ein Vater und seine Tochter gemeinsam im Orchester: der 63-jährige Bratschist Heinrich Koll und seine 26-jährige Tochter, die Geigerin Patricia Koll.

## Übertragung

### Fernsehen
Für die 57. ORF-Übertragung unter Regisseur Michael Beyer wurden 14 HD-Kameras verwendet. Beyer war zum zweiten Mal für die Bildregie von Konzert und Ballett verantwortlich. Die Moderation für den ORF und das ZDF übernahm wieder Barbara Rett. Die britische Schauspielerin Julie Andrews moderierte wie auch in den Jahren zuvor fürs US-Fernsehen.
Das Konzert wurde in 92 Länder der Welt übertragen und von mehr als 50 Millionen TV-Zusehern verfolgt.
Auf dem europäischen Kontinent in alle Mitgliedsstaaten der EU außer Luxemburg und Malta sowie in die folgenden Länder: Albanien (RTSH), Aserbaidschan (ICTIMAI), Bosnien-Herzegowina (BHRT), Georgien (GTVR), Gibraltar (GBC), Island (RUV), Kosovo (RTK), Mazedonien (MKRTV), Moldawien (TRM), Monaco (FR2), Montenegro (RTCG), Norwegen (NRK), Russland (RTR Kultura), Serbien (RTS), Schweiz (SRF/3SAT, RTS, TSI), Türkei (TRT) und Ukraine (ZIK TV).
In der Region Amerika in die folgenden Länder: Bahamas (ZNS), Barbados (CBC), Kanada (teilweise) (WNET/PBS), Costa Rica (Canal7/SKY), Kuba (ICRT), Dominikanische Republik (SKY Central Americas), El Salvador (SKY Central Americas), Guatemala (Canal7 / SKY Central Americas), Honduras (SKY Central Americas), Jamaika (CVM Jamaica), Mexiko (SKY Mexico), Nicaragua (Ratensa / SKY Central Americas), Panama (SKY Central Americas), Paraguay (Canal 9), Peru (Canal 9), USA (WNET/PBS).
In der Region Asien/Ozeanien: Australien (SBS Australia), Bangladesch (Maasranga TV), Bhutan (BBS), Volksrepublik China (CCTV), Cook-Inseln (CITV), Fidschi-Inseln (Fiji TV), Hongkong (ATV), Indien (Doordarshan TV), Indonesien (Metro TV), Japan (NHK), Kiribati (Fiji TV), Korea (KBS), Malediven (Male TV), Marshallinseln (OTV), Mikronesien (OTV), Nauru (Fiji TV), Nepal (NTV), Palau (OTV), Papua-Neuguinea (Fiji TV), Neuseeland (MTV), Samoa (SBC/Fiji TV), Salomonen (Fiji TV), Sri Lanka (RC), Taiwan (TTV), Tonga (TBC/Fiji TV), Tuvalu (Fiji TV), Vanuatu (VBTC/Fiji TV).
In der Region Afrika: Mauritius (MBC), Mozambique (SOICO), Namibia (NBC), Seychellen (SBC), Südafrika (SABC), Tansania (ITV).
Traditionsgemäß wiederholten 3sat am ersten Samstag im Jahr (3. Jänner) und der ORF in seinem „matinee am feiertag“ am Dreikönigstag (Heilige Drei Könige) dem 6. Jänner das Konzert im Fernsehen.

### Radio
In Österreich wurde das Konzert auf Österreich 1 vom ORF übertragen. In Deutschland übernahmen die öffentlich Rundfunkanstalten BR-Klassik, SWR2 und Kulturradio (rbb) das Neujahrskonzert.

### Internet
Als besonderes Service bot der ORF die Möglichkeit, das Konzert auch online in Bild und Ton live mitzuverfolgen: Die ORF-TVthek lieferte österreichweit den Video-Live-Stream auf TVthek.ORF.at. Zudem war das Neujahrskonzert nach der TV-Ausstrahlung österreichweit sieben Tage als Video-on-Demand abrufbar.

## Aufnahmen
Die Audio-Doppel-CD dieses Konzertes wurde am 9. Jänner 2015 (DNB 1064991890) veröffentlicht, DVD (DNB 1065618751) und Blu Ray-Disc (DNB 1065618905) sind am 30. Jänner 2015 erschienen.
Die Aufnahme des Konzertes zählt in Österreich zu den meistverkauften Alben des Jahres 2015.